# Genevieve Nnaji
Genevieve Nnaji (Mbaise, Imo, Nigeria, 3 de mayo de 1979) es una actriz y modelo nigeriana. En 2011, el gobierno de Nigeria la honró como miembro de la Orden de la República Federal por sus contribuciones a Nollywood.

## Biografía
Genevieve Nnaji creció en Lagos, capital económica de Nigeria; fue la cuarta de ocho hermanos. Su padre era ingeniero y su madre, maestra. Visitó la escuela Methodist Girls College, Yaba, en Lagos, después estudió en la Universidad de Lagos.
Comenzó a actuar ya con 8 años en la serie televisiva nigeriana "Ripples". También apareció en numerosos anuncios publicitarios televisivos (Pronto Beverage, Omo Detergent etc.) Durante su época de estudiante comenzó a tomar papeles en películas en Nollywood. En 1998 participa en su primer superproducción, "Most Wanted". Su gran hora llega con papeles principales en "Last Party", "Mark of the Beast" e "Ijele". Desde entonces comenzó a ser admirada por nigerianos y nigerianas.
En 2002 participó en la película "Sharon Stone", con extraordinario éxito, también en el resto de África y en Europa.
En 2004, firmó un contrato de grabación con EKB Records, un sello discográfico de Ghana, y lanzó su álbum debut One Logologo Line, en la que incursiona en géneros com el R&B, Hip-Hop y la música urbana. En ese mismo año, firmó un lucrativo contrato publicitario y se convirtió en el rostro de Lux.
Su talento y compromiso le valieron numerosos premios cinematográficos, nominaciones y premios. En 2001 ganó el premio City People a la mejor actriz. En 2005 ganó el prestigioso Premios de la Academia del Cine Africano (AMAA) a la Mejor Actriz.
El 7 de septiembre de 2018, Lionheart fue adquirida por el servicio de transmisión en línea Netflix, en la que interpretó y dirigió el papel principal, convirtiéndola en la primera película original de Netflix del continente africano. La película tuvo su estreno mundial en el Festival Internacional de Cine de Toronto 2018, junto con la autobiográfica Farming, el debut como director de Adewale Akinnuoye-Agbaje, donde protagonizó junto a Kate Beckinsale, Damson Idris y Gugu Mbatha-Raw.

## Filmografía
- 1998: Most Wanted
- 1999: Camouflage
- 2001: Love Boat
- 2001: Death Warrant
- 2002: Valentino
- 2002: Sharon Stone
- 2002: Runs!
- 2002: Power of Love
- 2002: Formidable Force
- 2002: Battle Line
- 2003: Above Death: In God We Trust
- 2003: Blood Sister
- 2003: Break Up
- 2003: Butterfly
- 2003: By His Grace
- 2003: Church Business
- 2003: Deadly Mistake
- 2003: Emergency Wedding
- 2003: Emotional Tears
- 2003: For Better for Worse
- 2003: Honey
- 2003: Jealous Lovers
- 2003: Keeping Faith: Is That Love?
- 2003: Last Weekend
- 2003: Late Marriage
- 2003: Love
- 2003: My only Love
- 2003: Not Man Enough
- 2003: Passion & Pain
- 2003: Passions
- 2003: Player: Mr. Lover Man
- 2003: Private Sin
- 2003: Sharon Stone in Abuja
- 2003: Super Love
- 2003: The Chosen One
- 2003: Women Affair
- 2004: Bumper to Bumper
- 2004: Critical Decision
- 2004: Dangerous Sister
- 2004: Goodbye New York
- 2004: He Lives in Me
- 2004: Into Temptation
- 2004: My First Love
- 2004: Never Die for Love
- 2004: Promise Me Forever
- 2004: Stand by Me
- 2004: Treasure
- 2004: Unbreakable
- 2004: We Are One
- 2005: Darkest Night
- 2005: Games Women Play
- 2005: Rip-Off
- 2006: Girls Cot
- 2006: 30 Days
- 2007: Letters to a Stranger
- 2007: Warrior's Heart
- 2008: Beautiful Soul
- 2008: Broken Tears
- 2008: My Idol
- 2008: River of Tears
- 2009: Silent Scandals
- 2009: Felicima
- 2010: Bursting Out
- 2010: Tango with Me
- 2010: Ijé: The Journey
- 2011: Sacred Lies
- 2011: The Mirror Boy
- 2012: Weekend Getaway
- 2013: Half of a Yellow Sun
- 2013: Doctor Bello
- 2014: The truth with Olisa
- 2015: Road to Yesterday
- 2018: Lionheart
- 2018: Farming

## Honores y distinciones
- 2001: City People Awards, "Mejor Actriz"
- 2005: African Movie Academy Awards (AMAA), "Mejor Actriz"

## Discografía
- One Logologo Line (2004)